# Самуель Контесті
Самуе́ль Конте́сті, також Самюе́ль Контесті́ (Samuel Contesti; *4 березня 1983, Гавр, Франція) — італійський та  французький фігурист (до 2006 року офіційно виступав за Францію), що виступає у чоловічому одиночному фігурному катанні. Срібний призер Чемпіонату Європи з фігурного катання 2009 року, дворазовий чемпіон першості з фігурного катання Італії (2008—2011, поспіль), срібний (2006) і бронзовий (2005) — першості Франції.

## Кар'єра

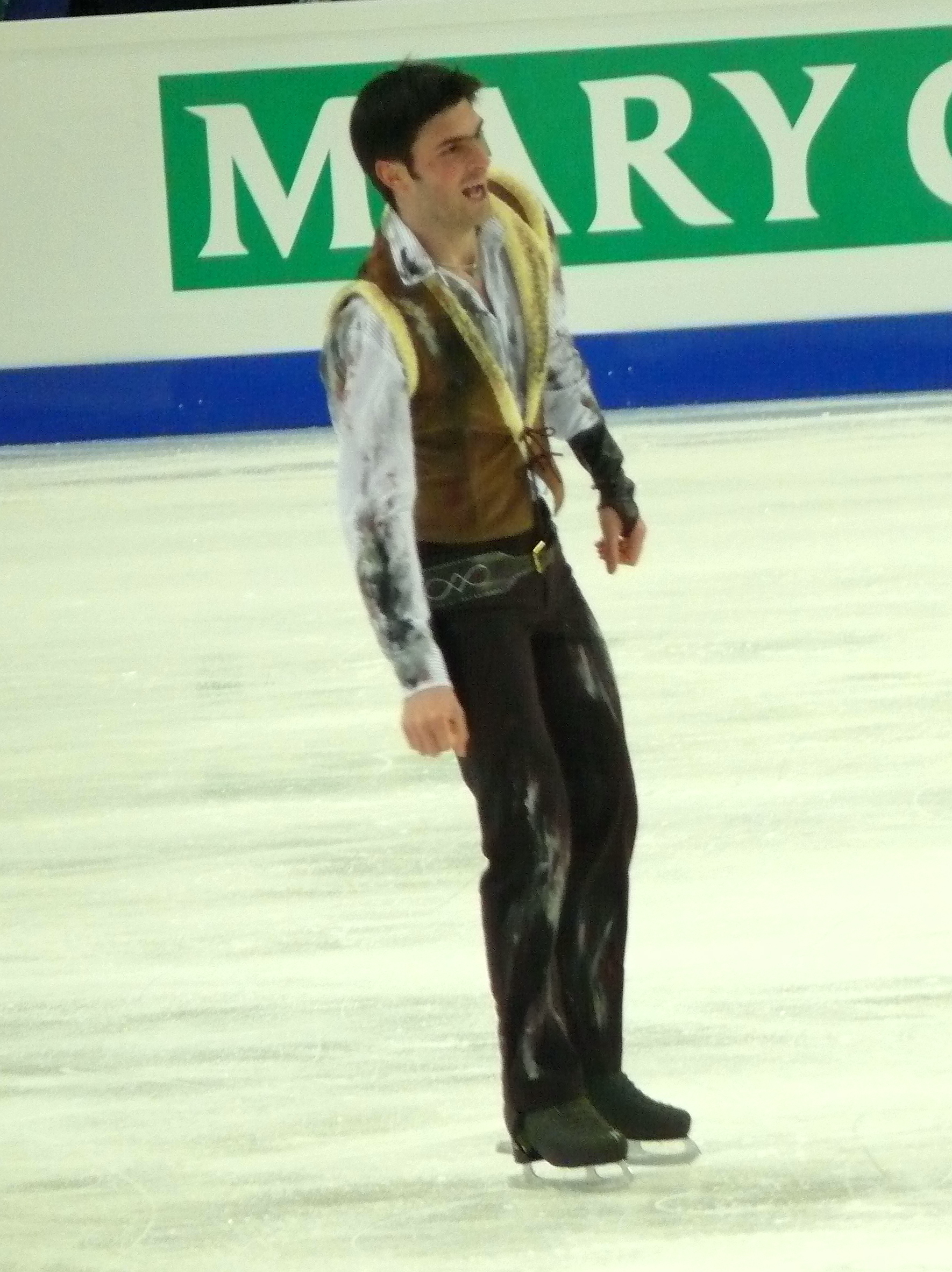
С.Контесті відразу після виконання довільної програми на ЧЄ-2009, 22 січня 2009 року

Самюель Контесті́ народився у французькому портову місті Гавр. З 4-річного віку займається фігурним катанням у СК SGA d'Annecy.
Початок спортивної кар'єри (в т.ч. офіційні виступи) С.Контесті були в рамках французького фігурного катання. Першим великим досягненням спортсмена стало зовоювання бронзи Чемпіонаті Франції з фігурного катання 2005 року. Таким чином Самюель виборов право виступити на тогорічних (2005) Чемпіонатах Європи та світу з фігурного катання, де зайняв відповідно 9-те і 26-те місця. У наступному, 2006 році, попри завоювання срібної медалі національної (французької) першості, Французька федерація фігурного катання не знайшла можливим виділення місця для Контесті у національеній збірній. 
Самюель Контесті вирішив припинити виступи за Францію й переїхав до батьківщини його дівчини (на той час) — Італії, де згодом одружився з Джеральдіне Дзуліні (його теперішній тренер) і розпочав процедуру натуралізації. 
Оскільки за правилами Міжнародного союзу ковзанярів, фігурист, що змінив громадянство, має відбути дворічний «карантин», Самуель Контесті попри золото на першості з фігурного катання Італії 2008 року, у міжнародних турнірах участі не брав.
В сезоні 2008/2009 років Контесті виграв срібло на турнірах «Меморіал Карла Шефера» и «Золотий ковзан Загреба», потому вдруге став чемпіоном Італії. На Чемпіонаті Європи з фігурного катання 2009 року Самуель Контесті сенсаційно посів друге місце, обігравши багатьох визнаних майстрів, в першу чергу, 2 колишніх колег по збірній Франції. На Чемпіонаті світу з фігурного катання 2009 року в Лос-Анджелесі Самуель Контесті підтвердив свій високий клас і серйозність амбіцій з поліпшеними особистими результатами за виконання і короткої, і довільної програм, відповідно і загальної суми балів, зайнявши 5-місце, виборовши, таким чином, для Італії 2 путівки турніру фігуристів-одиночників на XXI Зимовій Олімпіаді (Ванкувер, Канада, 2010).
Міжнародні офіційні виступи у сезоні 2009/2010 почались для Самуеля з прокатів на 2 етапах серії Гран-Прі сезону — на «Skate Canada»—2009 він був 5-м, а на «Cup of China»—2009 4-м, що не дозволило йому виступати у Фіналі Гран-Прі. Потому втреттє переміг на Чемпіонаті Італії з фігурного катання (2010), а от на Чемпіонаті Європи з фігурного катання 2010 року не зміг повторити торішнього успіху й фінішував 5-м. У лютому 2010 року Самуель Контесті у складі Олімпійської Збірної Італії на зимових Олімпійських іграх (Ванкувер, Канада) у олімпійському турнірі одиночників у короткій програмі показав 14-й результат, але невдалий прокат довільної (19-те місце) визначив його остаточну позицію на Іграх — 18-те місце. На ЧС—2010 виступив більш вдало — посів 7-ме місце.
У сезоні 2010/2011 Самуель Контесті вчетверте поспіль виграв Чемпіонат Італії з фігурного катання, на етапах серії Гран-Прі був близьким до п'єдесталу. Наприкінці січня 2011 року в Берні на тогорічній європейській першості з фігурного катання посів високе 6-те місце, хоча у довільній був лише 9-м.

## Особисте життя
Одружений з Дж. Дзуліні (за сумісництвом — особистий тренер).
Хобі: футбол, гольф, собаки, природа, музика.

## Спортивні досягнення

### за Італію
| Змагання/Сезони                       | 2007/2008 | 2008/2009 | 2009/2010 | 2010/2011 |
| ------------------------------------- | --------- | --------- | --------- | --------- |
| Зимові Олімпійські ігри               |           |           | 18        |           |
| Чемпіонати світу з фігурного катання  |           | 5         |           |           |
| Чемпіонати Європи з фігурного катання |           | 2         | 5         | 6         |
| Чемпіонати Італії з фігурного катання | 1         | 1         | 1         | 1         |
| Етапи Гран-Прі: «Cup of Russia»       |           |           | 5         | 4         |
| Етапи Гран-Прі: «Skate Canada»        |           |           | 5         |           |
| Етапи Гран-Прі: «Cup of China»        |           |           | 4         | 6         |
| Турніри «NRW Trophy»                  |           | 2         | 2         | 4         |
| Турніри «Finlandia Trophy»            |           |           |           | 3         |
| Турніри «Золотий ковзан Загреба»      |           | 2         |           |           |
| Меморіали Карла Шефера                |           | 2         |           |           |

### за Францію
| Змагання/Сезон                        | 2001/2002 | 2002/2003 | 2003/2004 | 2004/2005 | 2005/2006 | 2006/2007 |
| ------------------------------------- | --------- | --------- | --------- | --------- | --------- | --------- |
| Чемпіонат світу з фігурного катання   |           |           |           | 26        |           |           |
| Чемпіонат Європи з фігурного катання  |           |           |           | 9         |           |           |
| Чемпіонат Франції з фігурного катання | 11        |           | 6         | 3         | 2         | 3         |
| Этап Гран-прі:Trophee Eric Bompard    |           |           |           | 9         | 5         |           |
| Этап Гран-прі:Bofrost Cup             |           |           |           | 4         |           |           |
| Crystal Skate, Бухарест               |           |           |           |           | 3         |           |
| Copenhagen Trophy                     |           |           | 1         |           |           |           |
| Меморіал Карла Шефера                 |           |           | 5         |           |           |           |
| Gardena Spring Trophy                 | 3         |           |           |           |           |           |

## Виноски
1. 1 2  Досьє С.Контесті на Офіційному сайті Міжнародного союзу ковзанярів. Архів оригіналу за 15 червня 2006. Процитовано 5 березня 2009. [Архівовано 2006-06-15 у Wayback Machine.]
2. ↑  в тому числі завдяки виконанню рідкісного і «цінного» за новою системою оцінювання каскаду потрійний аксель — потрійний тулуп